# Centro de Estudios Cofrades
El Centro de Estudios Cofrades (CEC) es un órgano dependiente de la Federación de Hermandades y Cofradías de Granada que fue creado en 2014. La finalidad de este centro es la documentación, estudio e investigación científicos, en ámbito cultural y patrimonial, de la Semana Santa de Granada.

## Historia
El Centro de Estudios Cofrades se crea como un área específica dentro de la Federación de Cofradías para gestionar todas las cuestiones relacionadas con la divulgación cultural de la Semana Santa de Granada. Por esta razón, el presidente de esta institución, Antonio Martín, habilitó una de las sedes del organismo federativo para acoger al CEC. 
En este primer momento, el Centro de Estudios Cofrades acogió una biblioteca con publicaciones realizadas por la Federación de Cofradías así como diferentes monografías relacionadas con el mundo de la Semana Santa, tanto a nivel andaluz como general. El objetivo era poder crear un espacio de consulta para investigadores e interesados en esta materia.
En 2019, el CEC renueva su estructura interna y también su objetivo. Por esta razón, se crea un grupo de trabajo que se encarga de administrar las diferentes áreas de trabajo, donde se pretende dar cabida a los diferentes aspectos de interés que tiene la Semana Santa de Granada: historia, música, documentos, etc. Inspirados en los modelos de centros de estudios locales, crea diferentes proyectos que sirvan, no solo para el conocimiento y la divulgación científica sino también para el apoyo a las cofradías, especialmente en su orientación en determinados aspectos, como el jurídico.
La presentación del nuevo CEC se realizó de manos del vicepresidente de la Federación de Cofradías en ese momento, Armando Ortiz, así como de la nueva directora del centro, María José García Escobar, quien explicó cuáles eran los nuevos objetivos y las nuevas propuestas de trabajo que se iban a coordinar desde este órgano.

## Proyectos y áreas de investigación
- Historia y cultura
- Patrimonio musical
- Patrimonio gráfico y documental
- Administración jurídica

## Publicaciones

### Revista científica
- Fides: Boletín del Centro de Estudios Cofrades (2020)

### Estudios
- Estudio económico de la Semana Santa de Granada (2021)